# Prosopocera chanleri
Prosopocera chanleri är en skalbaggsart som först beskrevs av Linell 1896.  Prosopocera chanleri ingår i släktet Prosopocera och familjen långhorningar.
Artens utbredningsområde är Kenya. Inga underarter finns listade i Catalogue of Life.